# Moncé-en-Belin

Moncé-en-Belin este o comună în departamentul Sarthe, Franța. În 2009 avea o populație de 3,375 de locuitori.